# タスキメシ
『タスキメシ』は、額賀澪による日本の長編小説。第62回青少年読書感想文全国コンクール高等学校部門課題図書。

## あらすじ
高校生の眞家早馬は、陸上部で箱根駅伝を目指して長距離走の選手として活躍していた。しかし右膝の剥離骨折という大けがを負ってしまい、長く競技を離れてリハビリに励んでいた。
早馬はそんなある日、クラス担任である田中稔の畑仕事を手伝ったのをきっかけに、料理研究部の井坂都と出会う。都と出会ったことで、早馬は料理に没頭するようになる。
リハビリもせず料理に一生懸命になる早馬。同じ陸上部で活動する弟の春馬や、陸上部の部長である親友の助川亮介、早馬と大会で競い合ったことのあるライバル校の藤宮藤一郎は、早馬が一日も早く陸上の世界に戻ってくることを願っている。しかし、周囲の願いとは裏腹に、早馬はどんどん競技から離れていってしまう。
早馬、春馬、助川、藤宮、都。それぞれの想いが複雑に絡み合う中、季節は駅伝シーズンへと突入していく。

## 登場人物
眞家早馬（まいえ そうま）
本作の主人公で高校3年生。陸上部で長距離選手として活躍していたが、高校2年の秋に右膝を剥離骨折してしまい、リハビリをしている。そんな中、料理研究部の都と出会い、徐々に料理に没頭するようになる。
井坂都（いさか みやこ）
高校3年生。料理研究部の唯一の部員。調理実習室にやって来るようになった早馬に、料理を教えるようになる。清楚な印象とは裏腹に乱暴な口調で話すが、料理の腕前は抜群。
眞家春馬（まいえ はるま）
早馬の弟。高校2年生。陸上部に所属し、早馬と同じく長距離選手として活躍している。料理に夢中になる早馬に対し「早く競技に戻ってほしい」という苛立ちを感じている。マイペースな末っ子体質で、食べ物の好き嫌いが激しい。
助川亮介（すけがわ りょうすけ）
高校3年生で、陸上部の部長。早馬の親友。怪我をした早馬がリハビリを終えて早く競技に戻ってくることを願っている。ストイックで自分にも他人にも厳しい。
藤宮藤一郎（ふじみや とういちろう）
陸上の強豪校・水堀学園高校の3年生。インターハイにも出場する実力者。高校2年生のとき、全国高等学校駅伝競走大会の茨城県予選で早馬と同じ区間を走り、敗北。以降、もう一度早馬と戦いたいと思っている。
田中稔（たなか みのる）
早馬のクラス担任。担当科目は生物。学校の敷地内に勝手に自分の畑を作り、野菜を作っている。リハビリ中の早馬に畑仕事を手伝わせ、料理を始めるきっかけを作る。

## 書誌情報
- 単行本（小学館、2015年11月25日。ISBN 978-4093864282）
- 文庫本（小学館文庫、2019年11月6日。ISBN 978-4094067149）